# Rastan Saga
Rastan Saga (ラスタンサーガ), lanzado como Rastan fuera de Japón, es un juego de acción de desplazamiento lateral de temática de fantasía lanzado originalmente para arcades en 1987 por Taito y luego portado a varias plataformas. El jugador controla a un guerrero bárbaro que se ha embarcado en una misión para matar a un dragón. Mientras se dirige a la guarida del dragón, Rastan debe luchar contra las hordas de monstruos enemigos basados en criaturas míticas como las quimeras y las harpías.

## Jugabilidad
Los controles de Rastan consisten en un joystick de ocho vías y dos botones para atacar y saltar. Al usar el joystick en combinación con cualquiera de los dos botones, el jugador puede determinar la altura de los saltos de Rastan, así como la dirección donde hay un total de seis rondas, cada una de las cuales consta de tres áreas: una escena al aire libre, una escena de castillo y una sala del trono Donde el jugador debe enfrentarse al jefe del escenario. Los fondos de las áreas al aire libre presentan paisajes amplios con efectos de luz solar cambiantes con detalle.
Los jefes del juego (nombres según la versión MSX2), en orden de aparición, consisten en:
1. El rey Graton, un guerrero esquelético que empuñaba las alabardas;
2. King Slay, un demonio maestro de la espada alada;
3. Symplegades, el mago-rey;
4. Laios, el rey dragón;
5. La hidra, un monstruo con forma de serpiente de cinco cabezas;
6. El dragón

El jugador puede recoger cualquier objeto tocándolos, así como nuevas armas al golpearlos con el actual. Todas las armas y poderes elegidos por Rastan estarán equipados solo por un tiempo limitado. Cuando Rastan recoge cualquier artículo equipable, aparecerá un icono en la esquina inferior derecha de la pantalla como indicador del efecto del elemento hasta que se agote. Rastan solo puede empuñar un arma a la vez (que consiste en una maza, un hacha y una espada de tiro de bola de fuego además de su espada estándar), así como un solo tipo de protector (un escudo, un manto o una armadura corporal), pero otros artículos (como el collar y el anillo) se pueden usar al mismo tiempo. También hay joyas que dan puntos de bonificación, así como botellas de poción que restaurarán o agotarán la salud del jugador según el color. La rara cabeza de oveja dorada restaurará completamente la salud de Rastan.

## Citas de Rastan

### Prólogo
"Solía ser un ladrón y un asesino. De lo contrario, no podría sobrevivir en tiempos tan difíciles. Siéntate a mi lado y escucha mi historia de días llenos de aventuras".

### Introducción
"Logré obtener el consentimiento de la Princesa de Ceim para cambiar la cabeza del Dragón por todos los tesoros de su reino. Comencé mi búsqueda de la guarida del Dragón".

### Parte 1
"Mi viaje acaba de comenzar. No hay un momento que perder. Debo darme prisa".

### Parte 2
"Parece que están malditos por el Dragón, como se esperaba; tengo que matar al Dragón".

### Parte 3
"La situación se está poniendo seria, pero todavía no puedo permitirme morir".

### Parte 4
"Lamento haber hecho tal promesa, pero ahora es demasiado tarde para retirarme".

### Parte 5
"Ahora eres el único que aún está vivo. Aguanta ahí, Dragón; vendré de inmediato para cortarte la cabeza".

### Epílogo
"Esta es solo una parte de mi larga historia para convertirme en Rey. Si tengo la oportunidad, te contaré más de mis historias de aventuras".

### Diferencias regionales
Rastan Saga (la versión japonesa) presenta una secuencia de apertura, cuando el jugador comienza el juego, lo que explica el propósito del viaje de Rastan. No está incluido en las versiones de exportación (que simplemente se titularon Rastan). Además, en la versión japonesa, cuando el jugador completa una etapa ("Ronda"), la pantalla de "victoria" tiene texto relacionado con la historia. En las versiones en el extranjero, hay una pantalla de victoria "genérica" con texto genérico ("Eres un luchador valiente por haber superado una etapa tan difícil"). Sin embargo, las versiones en el extranjero cuentan con una secuencia de atracción diferente que muestra todos los elementos que el jugador puede obtener junto con su efecto.
En "Rastan Saga" hay muchos menos murciélagos durante las secuencias de murciélagos en el castillo de nivel 1 que en "Rastan".

## Otras versiones
Rastan fue portado inicialmente a varias computadoras domésticas de 8 bits en Europa (Commodore 64, ZX Spectrum y Amstrad CPC) por Imagine Software en 1988. La versión de ZX Spectrum se adjudicó el 9/10 en la edición de julio de 1988 de Your Sinclair y se colocó en el número 54 en la lista de los 100 mejores de Sinclair. Taito exportó la versión C64 a los Estados Unidos en 1990, y la lanzó junto con dos versiones adicionales para la IBM PC y Apple IIGS.
Una versión inédita para Atari ST fue descubierta solo en forma de demostración.
En 1988, Taito también desarrolló sus propias conversiones de Rastan para MSX2 en Japón y Master System en América del Norte y Europa (ambas versiones tenían diseños de niveles rediseñados, con la versión de Master System que también reemplazaba a algunos de los personajes principales). La versión del Master System fue posteriormente portada al Game Gear y lanzada exclusivamente en Japón el 9 de agosto de 1991. Como Rastan fue lanzado antes de la formación de la ESRB, es el único juego conocido para el Sega Master System que presenta desnudos femeninos frontales. Tanto los sprites en el juego como las ilustraciones en el manual de instrucciones muestran a varios monstruos enemigos femeninos como en topless o completamente desnudos.
Se incluye una emulación del juego de arcade Rastan en Taito Legends vol. 1, lanzado para PlayStation 2, Xbox y Windows en 2006.

## Secuelas y lanzamientos relacionados
El juego fue seguido por dos secuelas, Rastan Saga II (también conocida por otros dos nombres, Nastar en Europa y Nastar Warrior en América del Norte) y Warrior Blade: Rastan Saga Episodio III. Rastan también hizo una aparición en otro juego de Taito titulado Champion Wrestler como "Miracle Rastan".
El juego desarrollado por Saffire Corporation Barbarian fue lanzado bajo el nombre de Warrior Blade: Rastan vs. Barbarian en Japón cuando Taito publicó el juego en la región. El juego no tiene nada que ver con Rastan Saga a pesar del cambio de título. El juego fue lanzado allí en la PlayStation 2 y también fue el único país en obtener la versión de Nintendo GameCube, cuyo lanzamiento se canceló en América del Norte y Europa debido a las bajas ventas.
El juego independiente Völgarr the Viking, desarrollado por Crazy Viking Studios para Windows, OS X, Linux, Xbox One y Dreamcast, se describió en su página de Kickstarter como basado en Rastan.